# Донда, Виктория
Викто́рия До́нда Пе́рес (исп. Victoria Donda Pérez, род. август 1977, Буэнос-Айрес) — аргентинская правозащитница, депутат Национального конгресса от левого Движения свободных с юга. Внучка Леонтины Пуэблы де Перес — одной из создательниц организации «Бабушки площади Мая» («Бабушки Майской площади») и дочь двух активистов «монтонерос», ставших жертвами «грязной войны».

## Биография
Родилась во время нахождения её матери в ESMA — тайном центре пыток диктаторского режима. Её родители, Мария Хильда Перес де Донда и Хосе Мария Лауреано Донда, были схвачены за участие матери в левом движении и числятся «пропавшими без вести».
При этом дядя Виктории по отцу Адольфо Мигель Донда был военно-морским офицером, ответственным за заключение, пытки и убийство её родителей, — и в итоге за свои преступления против человечества (всего ему было предъявлено 62 пунктов обвинений) был приговорён к пожизненному лишению свободы.
После гибели матери малолетнюю Викторию передали в чужую семью, и она не знала о своих настоящих биологических родителях. Более того, её приёмный отец сам был военным полковником, соучастником пыток и репрессий.
В 2003 году с помощью организаций «Бабушки площади Мая» и H.I.J.O.S. были начаты поиски её настоящего происхождения, которое в итоге было установлено в 2004 году при помощи теста ДНК. Таким образом, она стала 78-й внучкой, обнаруженной «Бабушками Майской площади».
К этому моменту Виктория, ещё не зная о своём происхождении, уже занималась общественной деятельностью, правами человека и решением проблемы бедности. Ещё в 15-летнем возрасте она присоединилась к Движению свободных с юга (Movimiento Libres del Sur). Она работала в бесплатной столовой, названной в честь Асусены Вильяфлор — основательницы движения «Матери площади Мая», также ставшей жертвой насильственного «исчезновения». Во время протестов декабря 2001 года Виктория Донда участвовала в захвате здания парламента разозлённой толпой.

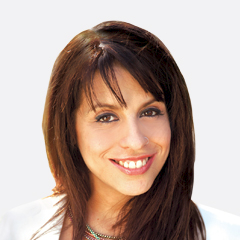
Виктория Донда в 2017 году

Училась на юриста в Университете Буэнос-Айреса, стала адвокатом и правозащитницей.
Вступила в Движение свободных с юга. На выборах 2007 года в составе «Фронта за победу» избрана в нижнюю палату Национального конгресса Аргентины, где стала самой молодой женщиной-депутатом и первым депутатом из похищенных диктатурой в ходе «Грязной войны» детей (всего в заключении родилось около 500 таких детей). В парламенте отметилась большим количеством внесённых законопроектов и поправок, расширяющих защиту права человека, в том числе женщин и молодёжи. Среди прочего, она была среди инициаторов кампании за легализацию абортов.
На следующих выборах 2011 года она уже шла от оппозиционного Широкого прогрессивного фронта под началом социалиста Гермеса Биннера, затем преобразованного в социалистическую коалицию «Прогрессисты». На парламентских выборах 2015 года она возглавляла список коалиции и стала единственной, кто от неё прошёл в Конгресс.
В 2018 году создала и возглавила социалистическо-феминистическую партию «Мы» (Somos), вошедшую в левоцентристско-киршнеристскую коалицию Всеобщий фронт, победившую на всеобщих выборах 2019 года. Была выбрана новым президентом Альберто Фернандесом на должность директора Национального института противодействия дискриминации, ксенофобии и расизму (INADI).

## В искусстве
О судьбе родителей Виктории Донды по свидетельствам тех, кто их знал, рассказывает документальный фильм «Виктория» режиссёра Адриана Хайме. На её истории основана пьеса Даниэля Ортиса «Две сестры» (Dos hermanas), в которой описывается  её гипотетическая встреча с сестрой по крови. О Виктории и её семье повествует и документальный фильм того же Ортиса и его соавтора Густаво Боббио «Семья по крови» (Familia de sangre).